# Oleveni
Oleveni är en ort i Nordmakedonien. Den ligger i kommunen Bitola, i den södra delen av landet, 120 km söder om huvudstaden Skopje. Oleveni ligger 598 meter över havet och antalet invånare är 157.